# 哥白尼纪念碑 (蒙特利尔)
哥白尼纪念碑（法語：Monument à Nicolas Copernic）是丹麦雕刻家贝特尔·托瓦尔森（1770–1844）1830年在波兰华沙原作的复制品，1967年立于加拿大魁北克省蒙特利尔，最初为1967年世界博览会展出，位于蒙特利尔天文馆外的夏博莱兹广场（square Chaboillez）。 2013年移至现址，即蒙特利尔的“生命空间”（Space for Life），力拓加铝天文馆（Rio Tinto Alcan Planetarium）外。这是一尊青铜雕塑，高2.7米，底座高1.8米。